# Диэлектрический волновод

Различные варианты волоконных диэлектрических волноводов для оптического диапазона.

Диэлектри́ческий волново́д (англ. dielectric waveguide) — это стержень из диэлектрического материала, в котором могут распространяться электромагнитные волны с малыми потерями. Для волн миллиметрового диапазона это полистирол и полиэтилен (фторопласт), малопоглощающие, так называемые неполярные диэлектрики.
Рабочий диапазон диэлектрических волноводов: {\displaystyle 10^{9}...10^{16}} Гц.
Цилиндрические в сечении диэлектрические волноводы для волн оптического диапазона называются оптическими волокнами.
Часто имеют изменяющуюся в зависимости от расстояния до оси волновода диэлектрическую проницаемость или показатель преломления для оптических волноводов. Каналирование электромагнитной волны в таких волноводах происходит за счет полного внутреннего отражения.
Затухание в диэлектрических волноводах вызывается активными потерями которые увеличиваются растут с увеличением частоты и рассеянием электромагнитной волны на неоднородностях и изгибах.